# Густав Гімза
Густав Гімза (нім. Gustav Giemsa; 20 листопада 1867, Кендзежин-Козьле, Верхня Сілезія — 10 червня 1948, Бібервір) — німецький хімік, фармацевт, бактеріолог і паразитолог.

## Біографія
Гімза вивчав фармацію і мінералогію в Лейпцизькому університеті, хімію і бактеріологію в Берлінському. Під час навчання в Лейпцигу з 1893 року був членом студентського братства Франконії.
З 1895 по 1898 рік він працював як фармацевт у німецьких колоніях в Африці. Після повернення в 1898 році він продовжував у Берлінському університеті вивчення органічної та фізіологічної хімії. Переїхав до Гамбурга в 1900 році, його було призначено керівником хімічного відділу новоствореного Гамбургського інституту корабельних і тропічних хвороб. Гімза присуджено вчене звання професора в 1914 році. З 1919 року він почав читати курс хімієтерапії в Гамбурзькому університеті.

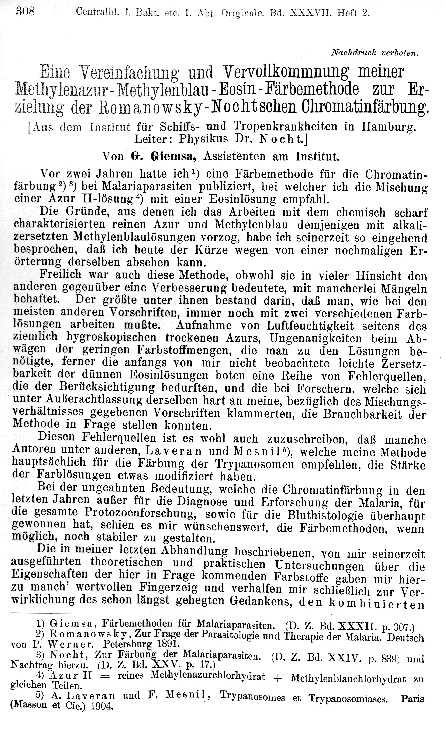
Стаття Гімзи про удосконалення способу фарбування найпростіших за Романовським

Його сферою наукової діяльності була насамперед тропічна гігієна. Тут він успішно провів дослідження нових гігієнічних засобів та ввів до обігу деякі терапевтичні препарати, зокрема похідні хініну.
Фарба Гімзи для фарбування найпростіших, яка включає метилен-азур, розроблена ним як поліпшення способу фарбування за Романовським, носить його ім'я і до цих пір використовується. Романовський запропонував методику фарбування малярійних плазмодіїв і опублікував інформацію про це у німецькомовному часописі. Але методика Романовського давала іноді нестійкі та непевні результати. Тоді Гімза запропонував свою модифікацію, яка призвела до стійкості результатів фарбування. Він розробив наступний склад фарбника (наразі фарбник Гімзи):
- Азур 1 — 3,772 г
- Еозин — 2,165 г
- Метиленовий синій — 1,563 г
- Метанол (ЧДА) — 750,0 мл
- Гліцерин (ЧДА) — 256,0 мл.

Після цього недоліки попередньої методики були виправлені. Гімза не забув про пріоритет Дмитра Романовського і надалі всюди згадував того при наданні інформації про метод. 
Гімза отримав наукову медаль імені Бернгарда Нохта другим після її започаткування у 1925 році.
Після приходу до влади націонал-соціалістів він став у травні 1933 року членом НСДАП. 11 листопада 1933 року він був у Лейпцигу на церемонії «З Адольфом Гітлером за честь, свободу і справедливість німецького народу!», яку було проведено для німецьких професорів, що підписали визнання Адольфа Гітлера і націонал-соціалістичної держави («Bekenntnis der Professoren an den deutschen Universitäten und Hochschulen zu Adolf Hitler und dem nationalsozialistischen Staat»).
У 1936 році його обрано членом Леопольдини.
У Бібервірі на його честь названо вулицю.

## Основні наукові твори
- Про знищення пацюків на борту як запобігання чуми (разом з Бернгардом Нохтом) / Über d. Vernichtung v. Ratten an Bord v. Schiffen als Maßregel gegen d. Einschleppung d. Pest, У: Arbb. a. d. Kaiserl. Gesundheitsamt 19, 1903, S. 91 (mit B. Nocht);
- Про фарбування за Романовським—Гімзою / Über Romanowsky-Giemsa-Färbung У: Zbl. f. Bakteriol. 31, 1902, Abt. I, S. 429 (vorläufige Mitt.), 32, 1902, S. 307, 37, 1904, S. 308-11; Münchener med. Wschr., 1905, Nr. 26;
- Розпилення препаратів проти комарів у боротьбі з малярією / Das Mückensprayverfahren im Dienste d. Bekämpfung d. Malaria …, ebd. 17, 1913, S. 181-90, 18, 1914, S. 26-29;
- Дефіцит кисню як причина випадків задухи в приміщеннях з поганим провітрюванням / Sauerstoffmangel als Ursache v. Erstickungsfällen in schlecht ventilierten Räumen, ebd. 26, 1922, S. 81 f.;
- Хімієтерапія сонної хвороби та інших трипаносомозів на основі препаратів миш'яку / Chemotherapeut. Stud. mit e. neuen, f. d. Behandlung d. Schlafkrankheit u. anderer Trypanosomen aussichtsreichen Benzolarsinsäure («Arsenpräparat 4002»), ebd. 33, 1929, Beih. 3, S. 130-42;
- Про алкалоїди хіни / Über Chinaalkaloide (6 chem.-synthet. Arbb.) / Berichte d. Dt. Chem. Ges. 51, 1918, bis 58, 1925;
- Хімієтерапія вісмутовими сполуками /Chemotherapeut. Stud. mit Wismutverbindungen in: Münchener med. Wschr. 69, 1922, S. 1452, 72, 1925, S. 377;
- Про механізм антималярійного ефекту хініна / Über d. Mechanismus d. antimalar. Chininwirkung, in: Münchener med. Wschr. 74, 1927, S. 574-77;
- Методи фарбування найпростіших / Methoden z. Färbung d. Protozoen, in: W. Kolle, R. Kraus u. P. Uhlenhuth, Hdb. d. pathogenen Mikroorganismen IX, 1929, S. 803-26.